# История арабского алфавита
Арабский алфавит — второй по распространенности алфавит в мире (наиболее распространенным является латинский алфавит). Арабское письмо, изначально разработанное для письма на арабском языке и, таким образом, распространившееся на большую часть Восточного полушария, было адаптировано к множеству языков, таких как персидский, турецкий и суахили.

## Происхождение
Арабский алфавит, вероятно, возник в четвёртом веке нашей эры как прямой потомок набатейского алфавита, его происхождение и ранняя история неизвестны. Некоторые ученые считают, что первым сохранившимся образцом арабской письменности является царское надгробие набатейцев, датируемое 328 годом нашей эры. Другие считают, что эта надпись демонстрирует характерные черты арабского языка, но в основном это арамейский язык, а самый старый из доступных примеров арабского языка — трехъязычная надпись на греческом, сирийском и арабском языках, датируемая 512 годом нашей эры.

## Три главных стиля

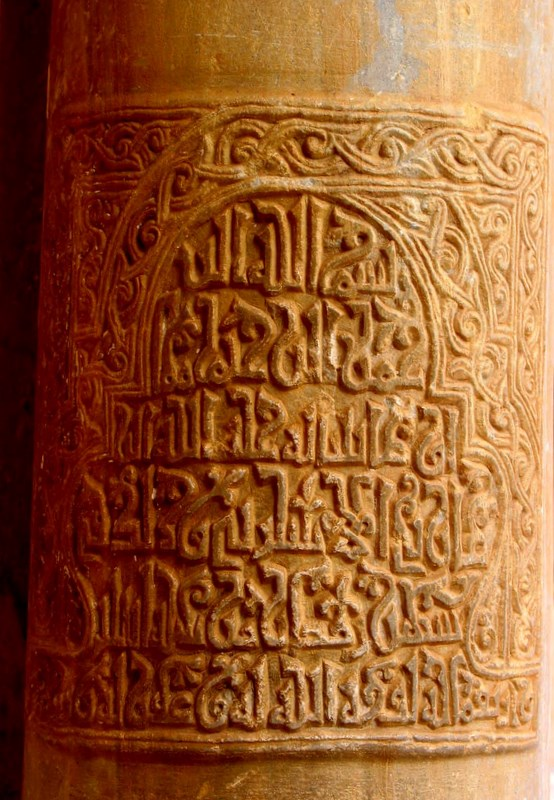
Куфическое письмо в Великой мечети Кайруана в Тунисе

Вначале было два основных типа арабского письма. Стиль куфи, смелый, смелый и запоминающийся в Куфе, городе в Ираке, развился в конце седьмого века нашей эры. Он использовался для надписей на камне и металле, но также иногда использовался для написания коранических рукописей. Красивый памятный шрифт устарел, за исключением случаев, когда нельзя использовать более битые шрифты. Насх, свободная линия, подходящая для письма на папирусе или бумаге, является прямым предком современного арабского письма. Он возник в Мекке и Медине в древние времена и существует во многих замысловатых и декоративных формах.

### Дополнительные стили
Из этих методов возникли дополнительные стили, так как алфавит использовался для более широкого круга коммуникативных задач. Например, стили талут и магриби предлагали более простой метод украшения рукописей, чем куфический метод. Стиль дивана также был принят османами для украшения официальных документов. Возрождение персидского языка в 9 веке привело к появлению тагличского стиля, который был адаптирован для удовлетворения потребностей персидской орфографии. Его следующее поколение, скрипт нестаглик, оставался основным стилем письма на персидском, дари, пушту и урду в наше время.

## Буквы
Арабский алфавит состоит из 28 букв, обозначающих согласные, и пишется справа налево. В конечном итоге он возник на основе северно-семитского алфавита, такого как современные арамейские и греческие буквы, но был адаптирован для более широкой фонологии арабского языка и хорошо написанного стиля письма для ручки и бумаги. Форма каждой буквы зависит от её положения в слове — начальной, средней и конечной. Если писать отдельно, существует четвёртый тип письма. Буквы a, f и y (обозначающие глютальную паузу, b и th соответственно) для обозначения долгих гласных a, y и. Набор символов, созданный в восьмом веке нашей эры, иногда используется для обозначения коротких гласных и некоторых грамматических окончаний, которые в противном случае остались бы неотмеченными.

## Примечание
1. ↑  Белова, А. Г. АРАБСКОЕ ПИСЬМО. Большая российская энциклопедия. Электронная версия (2016). Дата обращения: 25 октября 2021. Архивировано 26 августа 2021 года.